# 下女 (2010年電影)
《下女》（韓語：하녀），是一部2010年上映的韓國電影，韓國情色名導林常樹执导的第六部作品，翻拍自1960年金綺泳導演的經典情色電影《下女》。本片入圍2010年第63屆坎城電影節的主競賽單元，倍受各方关注，于同年5月13日首映。

## 劇情介紹
生性單純的恩伊，原本在小餐館打工，因緣際會進入豪宅當女僕兼保姆。這個豪宅裡，除了風度翩翩的丈夫、臨盆在即的妻子，還有一個年幼的女兒；另外，一位面目嚴肅的老女管家，總是躲於暗處，監視著家中一舉一動。
男主人因老婆懷孕，欲火無處可洩，借機靠近恩伊。春心蕩漾的女僕抵受不住慾望，終發展出不可告人的肉體關係，卻被老女管家目擊一切，向女主人及其母親告密。怒不可遏的女主人誓要恩伊腹中胎兒消失，丈母娘花錢欲逼迫她墮胎，但她為保骨肉只能逆來順受，受盡屈辱。恩伊最終慘遭迫害，失去骨肉令她善良磨滅，決定不惜一切向這家人報復，為這家人烙下刻骨銘心的黑暗印記......

## 演員陣容
- 全道嬿 飾 李恩伊
- 李政宰 飾 高勋
- 尹汝貞 飾 趙秉植，老女管家
- 瑞　雨 飾 海拉
- 朴智英 飾 海拉母
- 安瑞賢 飾 娜美，勛和海拉的女兒
- 黃汀旼 飾 恩伊的朋友
- 文素利 飾 醫生
- 金真兒 飾 醫生

## 获奖记录
- 2010年：第18届春史大赏电影节 最佳女配角奖（尹汝贞）
- 2010年：第47届大钟奖电影节 最佳女配角（尹汝贞）
- 2010年：第31届青龙电影节 最佳女配角（尹汝贞）
- 2010年：第31届青龙电影节 最佳美术奖（李河俊）
- 2011年：第31届 FantasPorto国际电影节 最佳女主角（全道嬿）
- 2011年：第31届 Fantasporto国际电影节 导演总编section 最佳男主角奖（李政宰）
- 2011年：第二届大韩民国首尔文化艺术大赏 电影演员 大赏（全道嬿）
- 2011年：第5届亚洲电影大奖 最佳女配角（尹汝贞）
- 2011年：第5届亚洲电影大奖 最佳女主角提名（全道嬿）
- 2011年：第5届亚洲电影大奖 观众票选最爱男女演员（全道嬿）

## 外部連結
- NAVER電影（页面存档备份，存于）
- 奇摩電影（页面存档备份，存于）（中文）